# スタジオリングス
株式会社スタジオリングス（英: STUDIO LINGS,Inc.）は、日本のアニメ制作会社。

## 概要・沿革
2014年7月、スタジオイゼナの制作デスクを務めた高木秀仁がアニメーションの企画・制作スタジオとして設立。設立当初は以前より付き合いのあるXEBEC作品を中心にグロス請け（下請け）を行っていた。
2018年に動仕部を設立し、海外動仕の受注も行っている。2019年1月に本社を東京都西東京市田無町5丁目8番1号から同市保谷町6丁目2番4号へ移転。同年5月にXEBECが解散した後は、他社作品のグロス請けも多く見られる。
2023年より共同制作として本格的に元請へと踏み出している。2024年に本社を同市田無町2丁目11番7号 オークビル田無201号へ移転。

## 主な作品

### テレビアニメ
| 開始年 | 放送期間  | タイトル                 | 監督                    | シリーズ構成    | アニメーション プロデューサー | 原作 | 共同制作                 |
| ------ | --------- | ------------------------ | ----------------------- | --------------- | ----------------------------- | ---- | ------------------------ |
| 2018年 | 4月 - 6月 | 立花館To Lieあんぐる     | ひらさわひさよし（総）  | WORDS in STEREO | 高木秀仁                      | 漫画 | クリエイターズインパック |
| 2023年 | 4月 - 6月 | 私の百合はお仕事です!    | さんぺい聖              | ハヤシナオキ    | 西藤和広 高木秀仁             | 漫画 | パッショーネ             |
| 2025年 | 10月 -    | 私を喰べたい、ひとでなし | 葛谷直行（総） 鈴木裕輔 | 広田光毅        | 高木秀仁                      | 漫画 |                          |

### 劇場アニメ
| 公開年 | タイトル                           | 監督     | 脚本     | アニメーション プロデューサー | 原作 | 共同制作     |
| ------ | ---------------------------------- | -------- | -------- | ----------------------------- | ---- | ------------ |
| 2024年 | 大室家 dear sisters / dear friends | 龍輪直征 | 横谷昌宏 | N/A                           | 漫画 | パッショーネ |

### シリーズ制作協力
| 開始年 | 放送期間  | タイトル           | 監督     | シリーズ構成 | アニメーション プロデューサー | アニメーション制作 |
| ------ | --------- | ------------------ | -------- | ------------ | ----------------------------- | ------------------ |
| 2025年 | 1月 - 3月 | 空色ユーティリティ | 斉藤健吾 | 佐藤裕       | 堀田大介 高木秀仁             | Yostar Pictures    |

### 制作協力
- みりたり!（制作元請：クリエイターズインパック、各話制作協力）
- 蒼穹のファフナー EXODUS （制作元請：XEBECzwei、各話制作協力）
- フューチャーカード バディファイト（制作元請：XEBEC、各話制作協力）
- トリアージX（制作元請：XEBEC、各話制作協力）
- フューチャーカード バディファイト100（制作元請：XEBEC、各話制作協力）
- フューチャーカード バディファイトDDD（制作元請：XEBEC、各話制作協力）
- 競女!!!!!!!!（制作元請：XEBEC、各話制作協力）
- カードファイト!! ヴァンガードG NEXT（制作元請：OLM/XEBEC、各話制作協力）
- BanG Dream!（制作元請：XEBEC、各話制作協力）
- フューチャーカード バディファイトX（制作元請：XEBEC、各話制作協力）
- リトルウィッチアカデミア（制作元請：TRIGGER、各話制作協力）
- ひなこのーと（制作元請：パッショーネ、各話制作協力）
- モンスターストライク いたずら魔女と眠らない街（制作元請：サンジゲン、制作協力）
- フューチャーカード 神バディファイト（制作元請：XEBEC、各話制作協力、2018年）
- メジャーセカンド（制作元請：OLM、各話制作協力、2018年）
- デュエル・マスターズ!（制作元請：アセンション、小学館ミュージック&デジタル エンタテイメント、各話制作協力、2018,2019年）
- やがて君になる（制作元請：TROYCA、各話制作協力、2018年）
- 火ノ丸相撲（制作元請：GONZO、各話制作協力、2018年,2019年）
- 同居人はひざ、時々、頭のうえ。（制作元請：ZERO-G、各話制作協力、2019年）
- 転生したらスライムだった件（制作元請：eightbit、各話制作協力、2019年）
- はなかっぱ（制作元請：OLM、Signal-MD、各話制作協力、2019年、2020年）
- デュエル・マスターズ!!（制作元請：ブレインズベース、小学館ミュージック&デジタル エンタテイメント、各話制作協力、2019年、2020年）
- Re:ステージ! ドリームデイズ♪（制作元請：ゆめ太カンパニー、グラフィニカ、各話制作協力、2019年）
- 女子高生の無駄づかい（制作元請：パッショーネ、各話制作協力、2019年）
- 恐竜少女ガウ子（制作元請：アセンション、各話制作協力、2019年）
- ぼくたちは勉強ができない（制作元請：アルボアニメーション、stシルバー、OAD1,2019年）
- ぼくたちは勉強ができない!（制作元請：アルボアニメーション、stシルバー、各話制作協力,2019年）
- 推しが武道館いってくれたら死ぬ（制作元請：eightbit、各話制作協力,2020年）
- ハクション大魔王（制作元請：タツノコプロ、日本アニメーション、各話制作協力,2020年）
- 転生したらスライムだった件OAD4（制作元請：eightbit、各話制作協力,2020年）
- アズールレーンPV02（制作元請：Yostar Pictures、制作協力,2020年）
- 魔法科高校の劣等生 来訪者編（制作元請：eightbit、各話制作協力,2020年）
- 転生したらスライムだった件 第2期 第1部（制作元請：eightbit、各話制作協力,2021年）
- 真・中華一番!（制作元請：Production I.G、各話制作協力,2021年）
- デュエル・マスターズ キング!（制作元請：ブレインズベース、小学館ミュージック&デジタル エンタテイメント、各話制作協力2021,2022年）
- BORUTO-ボルト- -NARUTO NEXT GENERATIONS-（制作元請：studioぴえろ、各話制作協力,2021年,2022年）
- 転スラ日記 転生したらスライムだった件（制作元請：eightbit、各話制作協力、2021年）
- 転生したらスライムだった件 第2期 第2部（制作元請：eightbit、各話制作協,2021年）
- ぐんまちゃん（制作元請：アセンション、各話制作協力,2021年）
- デュエル・マスターズ キングMAX（制作元請：ブレインズベース、小学館ミュージック&デジタル エンタテイメント、各話制作協力2022年）
- 異世界迷宮でハーレムを（制作元請：パッショーネ、各話制作協力,2022年）
- アークナイツ【黎明前奏/PRELUDE TO DAWN】（制作元請：Yostar Pictures、各話制作協力）
- デュエル・マスターズ WIN（制作元請：ブレインズベース、小学館ミュージック&デジタル エンタテイメント、各話制作協力2022,2023年）
- デュエル・マスターズ WIN 決闘学園篇（制作元請：ブレインズベース、小学館ミュージック&デジタル エンタテイメント、各話制作協力2023年）
- ニンジャラ（制作元請：オー・エル・エム、各話制作協力2023年）
- SYNDUALITY Noir.（制作元請：eightbit、各話制作協力、2023年）
- SHY（制作元請：eightbit、各話制作協力、2023年）
- ポケットモンスター テラパゴスのかがやき（制作元請：オー・エル・エム、各話制作協力2023年）
- 16bitセンセーション（制作元請：stシルバー、各話制作協力,2023年）
- ポケットモンスター テラパゴスのかがやき（制作元請：オー・エル・エム、各話制作協力2024年）
- ブルーアーカイブ The Animation（制作元請：Yostar Pictures、studioCANDYBOX 各話制作協力）
- いずれ最強の錬金術師?（制作元請：スタジオコメット、各話制作協力,2025年）
- 名探偵コナン（制作元請：トムス・エンタテインメント、各話制作協力,2025年）

## スタジオ
本社スタジオ
- 〒188-0011 東京都西東京市田無町2丁目11番7号 オークビル田無201号

第1スタジオ
- 〒202-0015 東京都西東京市保谷町6丁目2番4号

第2スタジオ
- 〒202-0015 東京都西東京市保谷町4丁目11番21号